# 事代主
事代主神（ことしろぬしのかみ）は、日本神話に登場する神。

## 記紀の記述
別名は八重言代主神、八重事代主神とも表記し、『古事記』において大国主神と神屋楯比売命との間に生まれたとされる。
葦原中国平定において、建御雷神らが大国主神に対し国譲りを迫ると、大国主は美保ヶ崎で漁をしている息子の事代主神が答えると言った。そこでタケミカヅチが美保ヶ崎へ行き事代主に国譲りを迫ると、事代主神は「承知した」と答え、船を踏み傾け、天ノ逆手を打って青柴垣に変えて、その中に隠れてしまった。この天ノ逆手は一般に手を逆さに打つことだと考えられている。
抵抗した弟の建御名方神も建御雷神に服従すると、大国主神は国譲りを承諾し、事代主神が先頭に立てば私の180人の子供たちも事代主神に従って天津神に背かないだろうと言った。

## 系譜
『古事記』では大国主神と神屋楯比売命の子とされ、『日本書紀』では大国主神の子、『先代旧事本紀』では大国主神と高津姫神との子とする。
『日本書紀・神武紀』には、神武天皇の皇后となる媛蹈鞴五十鈴媛命に関して
『事代主神、三嶋溝橛耳神（みしまのみぞくひみみのかみ、陶津耳）の娘の玉櫛媛（たまくしひめ）に共（みあひ）して生める子を、なづけて媛蹈鞴五十鈴媛命（ひめたたらいすずひめのみこと）ともうす。』とあり、事代主神は神武天皇の岳父となっている。これは『古事記』で大物主神が三嶋湟咋（みしまのみぞくい、陶津耳命）の娘の勢夜陀多良比売（せやだたらひめ、活玉依毘売）との間に比売多多良伊須気余理比売を生んだことと一致する。また『日本書紀』で三輪氏の祖の天日方奇日方命を生んだことと、『古事記』で三輪氏の祖の櫛御方命を生んだことに一致する。
その他、宝賀寿男や村島秀次は、綏靖天皇の皇后は、『日本書紀』本文では事代主神の女、『古事記』では師木県主の祖の河俣毘売となっていることから、神武東征以前の大和在地豪族で、磯城県主を任じられた弟磯城（おとしき、黒速）は天日方奇日方命と同一人物であり、また事代主神については、その系譜や世代関係（神武天皇の父母世代）からも実態は大物主神と同一神であると主張した。。
また宝賀寿男は、葛城には事代主神を祀る鴨都波神社（奈良県御所市）があり、賀茂朝臣氏（地祇、三輪氏同族）が祖神を奉斎したと主張した。
『先代旧事本紀』では、大国主神と高津姫神（宗像三女神の多岐都比売命とされる）の子として記述されている。なお海部氏勘注系図には高津姫神は「神屋多底姫」（かむやたてひめ）の別名としており、『古事記』の大国主神が神屋楯比売命を娶って生んだとする記述と一致する。
『日本書紀』には陶津耳の娘である玉依姫命との間に天日方奇日方命、媛蹈鞴五十鈴媛命、五十鈴依媛命を生んだとされる。

## 信仰
美保神社（島根県松江市）、三輪坐惠比須神社（奈良県桜井市）、長田神社（神戸市長田区）、有間神社（神戸市北区）、事代主神社 (阿波市)（徳島県阿波市）、生夷神社（徳島県勝浦郡）、北門神社（北海道稚内市）のほか、京都ゑびす神社（京都市東山区）、今宮戎神社（大阪市浪速区） 、志紀長吉神社（大阪市平野区） 、大前恵比寿神社（栃木県真岡市）などのえびすを祀る神社でも祀られ、宮中でも御巫八神の一柱になっている。

この他、三島神社や大山祇神社でも、一部、事代主神を祀っている場合がある。これは幕末から明治にかけての国学者の学説を受け、明治6年（1873年）、伊豆三島神社（現：三嶋大社）の主祭神を大山祇神から事代主神に変更したことに起因する。その後も昭和期に改めて大山祇神説が浮上し、大山祇神・事代主神二神同座に改めるなどの変遷があった。

## 伝説

### 鶏伝説
島根県美保関町には、事代主が鶏を嫌うという言い伝えがある。折口信夫は、その理由として、事代主の妻訪い（妻問い）の物語を紹介している。それによると、「事代主は、夜毎海を渡って対岸の揖夜（イヤ、イフヤ）の里の美保津姫のもとへ通っていたが、鶏が間違って真夜中に鳴いたため、事代主はうろたえて小船に乗ったものの、櫂を岸に置き忘れて仕方なく手でかいたところ、鰐(サメ説あり)に手を噛まれた。以来、事代主は鶏を憎むようになり、それにあやかって美保関では鶏を飼わず、参詣人にも卵を食べることを戒める」としている。島崎藤村は、「釣り好きの事代主が寝ぼけて鳴いた鶏の声を聞いて未明に船を出し、荒れた海で櫓も櫂も失い、足で水をかいたところ鰐に足を噛まれた」という話を紹介している。現代でも、事代主を再現した美保関の青柴垣神事の際に当屋に指名された者は、1年間鶏肉を食べないで身を清める習わしがあり、美保関から中海を渡った対岸には、美保津姫を祀った揖夜神社がある。

### 三島と伊豆
明治以降の三島・大山祇信仰の祭神を巡る言説の混乱により、現在では伊豆国（伊豆半島）一宮である三嶋大社において、大山祇命と共に積羽八重事代主神（つみはやえことしろぬしのかみ）の名で祭神として合祀されている。明治以降、事代主神は、伊豆半島の東方・南方に分布する伊豆諸島の島産み・開拓の神であり、元来の三嶋大社の祭神でもある三島大明神と同一視されたため、伊豆半島南東沿岸部や伊豆諸島各島には、事代主神（三島大明神）の后や王子たちを祀る氏神・鎮守の神社（その多くが式内社）が存在している。
『三宅記』の神話や『延喜式神名帳』の記録などを基に再構成された近代的・今日的な信仰形態においては、事代主神（三島大明神）の后は、正后とされる阿波咩命（阿波命神社祭神）、後后とされる伊古奈比咩命（富賀神社・伊古奈比咩命神社 (白浜神社) 祭神）、そして三嶋大社の境内社・見目(みるめ)神社に合祀されていることで「見目六柱 (みるめむつはしら)」と総称される后たち、計八柱が祭神として扱われる。

- 伊豆半島
  - 三嶋大社（三島市大宮町、祭神：事代主神 (三島大明神)）
    - 見目神社（境内社、祭神：后六柱）
      - (見目神社 (三島市佐野))

  - (広瀬神社 (伊豆の国市田京、祭神：三島溝樴姫))
  - 伊古奈比咩命神社 (白浜神社)（下田市白浜、祭神：後后・伊古奈比咩命）
- 伊豆諸島
  - 伊豆大島
    - 波布比咩命神社（祭神：后・波布比咩命）
      - 大宮神社（祭神：王子 (長子)・阿治古命）
        - (阿治古神社 (熱海市網代))

      - 波治加麻神社（祭神：王子 (次子)・波治命）

  - 利島
    - 阿豆佐和気命神社（祭神：王子・阿豆佐和気命）

  - 新島・式根島
    - 十三社神社（祭神：事代主神 (三島大明神)等）
    - 泊神社（祭神：后・久爾都比咩命）
      - 大三王子神社（祭神：王子・多祁美加々命 (及び弟)）

  - 神津島
    - 阿波命神社（祭神：正后・阿波咩命）
      - 物忌奈命神社（祭神：王子・物忌奈命）

  - 三宅島
    - 富賀神社（祭神：事代主神 (三島大明神) - 後后・伊古奈比咩命 - 王子(？)・阿米都和気命）
      - 御祭神社（祭神：事代主神 (三島大明神) 眷属）

    - 后神社（祭神：后 (箱根長女)・伊賀牟比売命）
    - 二宮神社（祭神：后 (箱根次女)・伊波乃比咩命）
    - 御笏神社（祭神：后 (箱根三女)・佐伎多麻比咩命）
      - 南子神社（祭神：王子 (長男)・南子命）
      - 嶽比良神社（祭神：王子 (三男)・夜須命）
      - 神澤神社（祭神：王子 (四男)・氐良命）
      - 椎取神社（祭神：王子 (五男)・志理太宜命）
        - (志理太乎宜神社 (東伊豆町白田))

      - 片菅神社（祭神：王子 (七男)・片菅命）
        - (片菅神社 (東伊豆町片瀬))

  - 八丈島
    - 優婆夷宝明神社（祭神：后・優波夷命 - 王子・許志伎命）